# Bambi Woods
Bambi Woods (n. 12 iulie 1952) a fost o actriță porno care a devenit cunoscută prin rolul jucat în filmul Debbie Does Dallas (1978), sau Swedish Erotica 12 (1981).